# Lützbach
Der Lützbach ist ein gut 12 km langer rechter Nebenbach der Mosel in Rheinland-Pfalz. 

## Name
Etwa um 1170 wird der Bach als rivulum … Luzze erstmals schriftlich erwähnt. Der Name ist wohl keltischen Ursprungs und bedeutet „die Helle, die Hellwerdende“.

## Geographie
Er entspringt in etwa 300 m Höhe im Hunsrück und fließt komplett durch ein einsames Tal. Nur im Unterlauf verläuft eine Straße parallel zum Bach. Bei Treis-Karden mündet er in die Mosel. Einige noch bewohnte Mühlen befinden sich im Tal.

## Flora und Fauna
Ober- und Unterlauf fließen durch extensiv genutzte Talwiesen. Am Ufer stehen vor allem Weiden und Erlen, die heute kaum noch wirtschaftlich genutzt werden. Im mittleren Bereich oberhalb der Ortschaft Lütz wird das Tal sehr eng, mit Eichen und Hainbuchen bewaldete Hänge grenzen direkt an den Bach.
Graureiher und Stockenten sind die häufigsten Wasservögel im Bachtal.

## Tourismus
Die Gemeinde Lütz ist zentraler Ausgangspunkt für touristische Aktivitäten im Tal.
Ein Wander- und Radweg führt parallel zum Bach durch das Tal. Ein neu entstandener Schiefergrubenweg bei Lütz vermittelt Wissen über den ehemals im Lützbachtal betriebenen Schieferabbau. In ehemals elf Gruben mit 19 Stollen und 5 Versuchsstollen wurde bis 1953 Schiefer abgebaut. Die Schieferabraumhalden bieten heute seltenen Tier- und Pflanzenarten ein einzigartiges Biotop.